# The Last Barfighter
«The Last Barfighter» (titulado «El último Barfighter» en Hispanoamérica y «El último Barma» en España) es el vigésimo segundo y último episodio de la trigésimasegunda temporada de la serie de televisión animada estadounidense Los Simpson, y el 706º episodio en total. Se emitió en Estados Unidos en Fox el 23 de mayo de 2021. El episodio fue dirigido por Timothy Bailey y escrito por Dan Vebber.
En el episodio, una sociedad secreta de camareros busca la venganza definitiva sobre Homer y sus amigos después de que Moe rompa su regla más sagrada. Ian McShane pone voz a Artemis. El episodio recibió críticas positivas.

## Trama
Cuando se cancela una grabación de Krusty el Payaso, Milhouse convence a Bart para que se cuele entre el público de un concurso en español. Bart es elegido para participar en una ronda de premios del público, y elige una calavera de cristal que Homer revela más tarde que es una botella de un tequila raro y caro. Tras las constantes burlas de Bart, Homer roba la calavera y la lleva a la taberna de Moe, donde Homer, Lenny, Carl y Barney invitan a Moe a beber con ellos.
Después de una caótica noche de borrachera, Moe revela varios secretos sobre los habitantes de Springfield, exponiendo finalmente los secretos de Homer y sus amigos también, momento en el que abandonan a Moe. Moe visita a una sociedad secreta de camareros en el hotel «The Confidential», y la sociedad dice que Moe rompió su regla más sagrada al abrirle la boca a Homer y sus amigos. La sociedad amenaza con inyectar a sus clientes habituales «Anti-Booze», un suero que impide al receptor consumir alcohol. Moe encuentra a Homer, Lenny y Carl en la Central Nuclear y le dice a Homer que llame a Barney por FaceTime.
Los cuatro son testigos de cómo inyectan a Barney el Anti-Booze, lo que les lleva a huir y a verse acosados por camareros que intentan inyectarles el suero. Moe intenta luchar contra ellos, pero Carl y Lenny acaban siendo inyectados. Homer regresa a casa y suplica a Marge que abandone Springfield. Sin embargo, el Dr. Hibbert ya está allí y, revelando sus antecedentes como camarero, inyecta a Homer. Agonizante por la tremenda culpa, Moe se marcha llorando.
Tres meses después, el grupo está viviendo sus sueños, pero poco después encuentran a Moe trabajando en un bar de tortillas. Sintiéndose mal por él, lo reestablecen como su camarero. La Sociedad ofrece al grupo el antídoto de la bebida, pero Homer lo rechaza y abandona el bar. Homer es perseguido de nuevo por la Sociedad, que quiere darle el antídoto a la fuerza.
Durante los créditos, Bart, Lisa y Maggie encuentran los restos rotos de la calavera que ganó Bart. Cuando la calavera consigue extrañamente reformarse, el trío se marcha temeroso.

## Producción

### Desarrollo
La trigésimo segunda temporada se anunció el 6 de febrero de 2019, y se estrenó el 27 de septiembre de 2020, con esta temporada producida a distancia. La trama es una parodia de la franquicia mediática John Wick.

### Reparto
Ian McShane es la estrella invitada del episodio en el papel de Artemis, una parodia de Winston, su personaje en John Wick.

## Recepción

### Audiencia
En los Estados Unidos, el episodio se estrenó el 23 de mayo de 2021, como final de temporada en Fox, precediendo al estreno de la segunda temporada de Duncanvile. El episodio recibió 1,02 millones de espectadores, una cifra habitual hacia la temporada.

### Respuesta de la crítica
Tony Sokol de Den of Geek calificó el episodio como una mezcla perfecta de sociedades secretas, alcohol y «una cabeza grande, vieja y fea», así como una «entrega llena de acción y retorcida» de la 32ª temporada. Sokol también afirmó que el episodio era «un grand slam que se ve mejor en la pared de un bar de mala muerte. Nos deja con una paradoja subversivamente cómica», junto con una declaración sobre el cliffhanger del episodio. Al final, le dio 4,5 de 5 estrellas. Jesse Bereta de Bubbleblabber valoró el episodio con un 8,5 sobre diez. Pensó que la segunda mitad del episodio estaba llena y podría haberse beneficiado de ser un episodio de dos partes. Destacó el humor y las escenas de acción necesarias para una parodia de John Wick.